# Партія Колорадо (Уругвай)
Партія Колорадо (ісп. Partido Colorado — «червона партія») — політична партія в Уругваї. Об'єднує як ліберальні, так і соціал-демократичні групи. Партія була однією з двох головних партій країни з часу оголошення незалежності, та партією, яка домінувала протягом більшої частини XX століття. На національних виборах 2004 року Партія Колорадо отримала лише 10 місць з 99 в Палаті Депутатів і 3 місця з 31 в Сенаті. Кандидат в президенти від цієї партії, Гієрмо Стерлінг, отримав 10,4 % голосів виборців.